# Пик, Энтони
Э́нтони Пик (англ. Anthony Peake; род. 1954, Уиррал, Мерсисайд, Великобритания) — британский писатель и радиоведущий, исследователь околосмертных переживаний, неоднозначно трактуемых психических явлений и природы восприятия реальности.

## Биография
Окончил Грамматическую школу Уиррала, Уорикский университет (Ковентри) и Лондонскую школу экономики и политических наук. Член Института ноэтических наук, британского Научно-медицинского сообщества (англ. Scientific and Medical Network) и Общества психических исследований. Живёт в Уиррале.

## Философские работы
Предложил альтернативное объяснение природы событий, происходящих с человеческим сознанием в момент смерти. Теория Пика, условно названная им «Обмануть Перевозчика» (англ. Cheating the Ferryman, CTF) и впервые опубликованная в международном «Журнале исследований околосмертных переживаний» (англ. Journal of Near-Death Studies) в 2004 году, основана на оригинальной интерпретации новейших теорий в области квантовой механики, нейробиологии и исследований сознания и заключается в том, что в момент смерти умирающий заново переживает точное воспроизведение всей своей жизни в «реальном времени» — причём эта вторая, внутренняя «реальность», с точки зрения воспринимающего её субъекта, ничем не отличается от настоящей. Предположил, что теория имплицитного порядка Дэвида Бома, многомировая интерпретация Хью Эверетта, копенгагенская интерпретация Нильса Бора и антропный принцип Брэндона Картера могут рассматриваться как взаимодополняющие теоретические конструкции в рамках нового квантово-механического и философского описания мира. Назвал постулированную им вторую реальность «бомовским IMAX» (англ. Bohmian IMAX — отсылка к концепции «картезианского театра» Дэниела Деннета и теоретическим работам Бома); выдвинул собственные объяснения феноменов дежавю, синхроничности и прекогниции. Автор книг «Есть ли жизнь после смерти? Почему наука воспринимает всерьёз представление о загробной жизни» (англ. Is There Life After Death?: Why Science Is Taking the Idea of an Afterlife Seriously, 2006; русский перевод — 2008, 2013) и «Демон: Путеводитель по вашему удивительному тайному „я“» (англ. The Daemon: A Guide to Your Extraordinary Secret Self, 2008).